# Râul Zeia
Zeia (în rusă Зея) este un afluent de pe versantul stâng al fluviului Amur. El are lungimea de 1.208 sau 1.242 km, fiind amplasat în regiunea Amur, Federația Rusă. Zeia are izvorul în munții Stanovoi, la început are un curs spre sud-vest, traversează orașul Zeia, alimentează lacul de acumulare Zeia, după care își schimbă direcția cursului spre sud. La orașul Blagoveșcensk se varsă în Amur. Între lunile noiembrie și mai râul este înghețat. Cel mai mare afluent al lui fiind Zelemdja.